# NGC 5175
NGC 5175 (بالألمانية: NGC 5175) الذي يرمز له بالرمز SDSS J132926.26+105942.5، هو نجم، في كوكبة العذراء.

## الاكتشاف
اكتشف في 15 مارس 1784، بواسطة ويليام هيرشل.